# Siva mrena
Siva mrena ili katarakta je zamućenje koje se razvija u leći oka. Katarakta je vodeći uzrok sljepoće u svijetu.
Katarakta (mrena) je zamućenje koje se razvija u očnoj leći ili ovojnici očne leće, a koje varira od malene do potpune zamućenosti zbog agregacije proteina i ometa prolaz svjetla. U ranoj fazi razvoja staračke katarakte jakost leće može biti povećana, te uzrokovati kratkovidnost (miopiju); također, može doći do postupnog žutila i zamućenja leće, što može smanjiti mogućnost percepcije plavih boja. Razvoj bolesti uzrokuje gubitak vida i, ako se ne liječi, može uzrokovati sljepoću.
Staračka katarakta, koja se pojavljuje kod starijih ljudi, karakterizirana je početnom zamućenjem leće, kasnijim bubrenjem leće, i konačno smanjivanjem leće ipotpunim gubitkom prozirnosti, tj. zamućenjem. Nadalje, s vremenom kortikalni dio katarakte postaje tekuć i pretvara se u mliječno bijelu tekućinu, te nastaje Morgagnijeva katarakta, koja može uzrokovati teške upale ako ovojnica leće pukne i procuri. Ako se ne liječi, katarakta može uzrokovati fakomorfni glaukom.  Vrlo uznapredovale katarakte sa slabim zonulama sklone su prednjoj ili stražnjoj dislokaciji. Takve spontane stražnje dislokacije (prema povijesnoj kirurškoj proceduri, dislokaciji katarakte) u stara vremena bile su smatrane kao blagoslov s neba, jer je time dio percepcije svjetlosti u pacijenata s kataraktom bivao obnovljen.
Katarakta dolazi od latinskog  „cataracta“ što znači  „vodopad“, i od grčkog „kataraktes“ i „katarrhaktes“, od riječi „katarassein“  koja znači „baciti dolje“ (kata - dolje, arrasein -  baciti, hitnuti). Kao što vodopad zbog svoje brzine padanja vode postaje bijel, termin je možda kasnije korišten kao metafora, za opisivanje slične pojave kod staračkih zamućenosti očiju. Na latinskom, „cataracta“  ima alternativno značenje „portcullis“ (rešetkasta vrata na ulazima srednjovjekovnih tvrđava), pa je također moguće da je ime došlo od značenja „opstrukcija“. Raniji Perzijski fizičari zvali su to „nazul-i-ah“, ili "pad vode, što je u narodu postalo popularno kao vodopadna bolest ili katarakta,  vjerovalo se da takvu sljepoću izaziva zla ćud. U engleskom dijalektu kataraktu zovu „biser“, odnosno „biserno oko“.

## Uzroci
Katarakta može nastati zbog mnogo razloga, uključujući dulju izloženost ultraljubičastom zračenju, izloženost radioaktivnom zračenju, sekundarno kod šećerne bolesti, hipertenzije i starosti, ili od traume (moguće dosta rano), a obično kao rezultat denaturacije proteina leće. 
Genetski faktori su često uzrok prirođenih katarakti te obiteljska predispozicija uglavnom ima ulogu u mogućnosti osobe da dobije kataraktu u mlađoj dobi, to je tzv. „fenomen upozorenja“ za presenilne katarakte.
Katarakta može nastati i zbog ozljede oka ili psihičke traume. Studija na pilotima Islandske avio kompanije „Icelandair“  pokazala je da su piloti tri puta skloniji oboljenju od katarakte nego drugi ljudi. Uzrok tomu je prekomjena izloženost radijaciji iz svemira. Katarakta je neobično česta i u ljudi izloženih infracrvenom zračenju, kao što su ljudi koji proizvode staklo, koji pate od „eksfolijativnog sindroma“, sindroma ljuštenja. Izloženost mikrovalovima također može uzrokovati kataraktu, kao i atopijski ili alergijski uvjeti, kod djece posebno.
Kataraktu može uzrokovati i: diabetes mellitus, galaktozemija, tetanija, miotonija i Downov sindrom, genetski faktori (kromosomske aberacije). Katarakta može nastati i kao posljedica ozljede ili uzimanja nekih lijekova (npr. kortikosteroidi).
Virusna oboljenja majke ili rendgensko zračenje u prva tri mjeseca trudnoće mogu uzrokovati kataraktu na novorođenčetu.
Katarakte mogu biti djelomične ili potpune, konstantne ili progresivne, tvrde ili mekane. Neki lijekovi mogu izazvati razvoj katarakte, kao što su kortikosteroidi,  Ezetimibe i Seroquel. 
Postoje različiti tipovi katarakti, primjerice nuklearna, kortikalna, zrela i nezrela. Mogu biti podijeljene i po mjestu gdje se nalaze kao što su npr. stražnje (klasično nakon upotrebe steroida) i prednje (obično katarakte povezane sa starenjem).

## Simptomi
Kako katarakta postaje sve mutnija, jasan vid je ugrožen. Gubitak oštrine vida je uočljiv. Gubi se također i osjetljivost na kontrast, tako da su konture, sjene i viđenje boja slabiji.  Blještanje može biti problem kako se svjetlost raspršuje zbog katarakte u oko. Potrebno je provesti test osjetljivosti na kontrast, i ako je zabilježen gubitak osjetljivosti na kontrast, potreban je pregled kod specijalista, oftalmologa.
U razvijenim zemljama, i drugdje, gdje uzrok katarakte može biti dijabetes, potrebno je tražiti mišljenje liječnika ako noću vidite „aureolu“ oko noćnih svijetiljki, posebno ako gledeate s jednim okom pa s drugim, i tako vidite samo jednim okom.

## Epidemiologija
Staračke katarakte su uzrok sljepoće kod ljudi u oko 48% slučajeva, što je otprilike 18 milijuna ljudi, prema Svjetskoj Zdravstvenoj Organizaciji (World Health Organization - WHO). U mnogim zemljama nema uvjeta za operacije katarakte, pa ona i dalje ostaje vodeći uzrok sljepoće. Kako populacija stari, sve je više ljudi s kataraktom. Katarakta je također važan uzrok slabog vida i u zemljama u razvoju i u razvijenim zemljama. Iako su operativne mogućnosti velike, katarakta svejedno može biti česta, jer su velike i liste čekanja za operaciju, a probleme čine i nedostatak novca, neinformiranost i problemi prijevoza.
U SAD-u, staračke promjene na lećama zabilježene su u 42% populacije stare od 52 do 64 godine, u 60% populacije stare od 65 do 74 godine, te u 91% populacije stare od 75 do 85 godina.

## Uzroci zamućenja
Katarakta može nastati zbog mnogo razloga. Bolesti kao što su diabetes mellitus, galaktozemija, tetanija, miotonija i Downov sindrom, genetski faktori (kromosomske aberacije), izloženost ultraljubičastom zračenju, izloženost radioaktivnom zračenju ili životna dob mogu uzrokovati zamućenje leće. Katarakta može nastati i kao posljedica ozljede ili uzimanja nekih lijekova (npr. kortikosteroidi).
Virusna oboljenja majke ili rendgensko zračenje u prva tri mjeseca trudnoće mogu uzrokovati kataraktu na novorođenčetu.

## Podjela
Katarakte se dijele prema etiologiji, prema dijelu leće na kojem se nalazi zamućenje (lokalizacija), te prema obliku zamućenja.

## Klasifikacija različitih vrsti katarakte
- Klasifikacija prema etiologiji:

- Katarakta povezana s godinama:

- Nezrela senilna katarakta (engl. IMSC - Immature Senile Cataract) – djelomično neprozirna leća (pogled oftalmoskopom na optički disk je zamućen)
- Zrela senilna katarakta (engl. MSC - Mature Senile Cataract) – potpuno zamućena leća (optički disk se ne vidi)
- Izrazito zrela senilna katarakta ( engl. HMSC - Hypermature Senile Cataract) – tekuća kortikalna tvar: Morgagnijeva katarakta

- Prirođena katarakta

- Suturalna katarakta
- Lamelarna katarakta
- Zonularna katarakta
- Potpuna katarakta

- Sekundarna katarakta

- Katarakta uzrokovana lijekovima (npr. kortikosteroidi)

- Katarakta izazvana traumom

- Tupa ozljeda (kapsula najčešće ostaje netaknuta)
- Penetrirajuća trauma (ruptura kapsule i cijeđenje sadržaja leće - zahtijeva hitan kirurški zahvat ekstrakcije leće i curećeg materijala da bi se spriječilo daljnje oštećenje)

- Klasifikacija prema lokaciji zamućenja u strukturi leće (međutim, mješovita morfologija je učestala, npr. prednja subkapsularna katarakta s nuklearnim promjenama i kortikalne promjene)

- Prednja kortikalna katarakta
- Prednja polarna katarakta
- Prednja subkapsularna katarakta

- Nuklearna katarakta – stupnjevanje korelira s težinom kirurškog zahvata:

- 1 – Sivo
- 2 – Žuto
- 3 – Narančasto (jantarno)
- 4 – Smeđe / crno (opaska: „crna katarakta“ prevedena u nekim jezicima poput Hindi jezika, odnosi se na glaukom, a ne na boju jezgre leće)

- Stražnja kortikalna katarakta
- Stražnja polarna katarakta (važnost leži u većem riziku od komplikacija – kidanje stražnje kapsule tijekom operacije)
- Stražnja subkapsularna katarakta (PSC) – klinički učestala
- Postoperativno stražnje kapsularno zamućenje - Nakon uspješne ekstrakapsularne operacije katarakte (obično unutar 3 mjeseca - 2 godine), s ili bez implantacija intaokularne leće. Zahtjeva brz i bezbolan postupak s Nd:YAG laserom - kapsulotomija za vraćanje oštrine vida.

## Povezanost sa sistemskim bolestima
Katarakta se može čest javljati udružena s raznim sistemskim bolestima: 
- Kromosomski poremećaji:
  - Alportov sindrom
  - Cri-du-chat sindrom
  - Conradijev sindrom
  - Miotonična distrofija
  - Patauov sindrom
  - Schmid-Fraccarov sindrom
  - Trisomija 18 (Edwardov sindrom)
  - Turnerov sindrom
- Bolesti kože i sluznica: 
  - Atopijski dermatitis
  - Bazocelularni nevus sindrom
  - Ihtioza
  - Pemfigus
- Metaboličke i nutritivne bolesti:
  - Aminoacidurija (Loweov sindrom)
  - Diabetes mellitus
  - Fabryjeva bolest
  - Galaktozemija / Galaktozemična katarakta
  - Homocistinurija
  - Hipervitaminoza D
  - Hiperparatiroidizam
  - Hipotireoza
  - Mukopolisaharidoza
  - Wilsonova bolest
- Zarazne bolesti:
  - Prirođene:
    - Kongenitalni herpes simplex
    - Kongenitalni sifilis
    - Citomegalovirusna infekcija
    - Rubela

  - Ostale:
    - Cisticerkoza
    - Guba
    - Toksoplazmoza
    - Onkocerkijaza
- Toksične tvari koje djeluju sistemski:
  - Kortikosteroidi
  - Haloperidol
  - Triparanol
  - Miotici

## Liječenje
Najčešći način liječenja katarakte je kirurški (liječenje lijekovima još nije dalo dobre rezultate).

## Prevencija
Iako nema znanstveno dokazanog načina kojim bi se mogla spriječiti katarakta, smatra se da nošenje sunčanih naočala s UV zaštitom može usporiti razvoj katarakte. Redoviti unos antioksidansa (poput vitamina A, C i E) teoretski može pomoći, ali njihova upotreba kao nadopuna pokazala se beskorisnom.

## Najnovija istraživanja
Iako su statini poznati po svojoj sposobnosti da snižavaju koncentraciju lipida u krvi, vjeruje se da imaju i antioksidativno djelovanje. Smatra se da oksidativni stres ima ulogu u razvoju nuklearne katarakte, a to je najčešći tip katarakte u starosti. Kako bi istražili povezanost između nuklearne katarakte i uzimanja statina, grupa znanstvenika provela je istraživanje na grupi od 1299 pacijenata koji su svrstani u rizičnu skupinu za razvoj nuklearne katarakte, te su neki od njih podvrgnuti terapiji statinima. Rezultati su pokazali da uporaba statina u rizičnoj populaciji smanjuje rizik od razvoja nuklearne katarakte.
Česta istraživanja nutrijenata luteina i zeaksantina nisu se pokazala uspješnima, ali ekstrakti borovnice pokazali su se obećavajućima na modelima štakora i u kliničkim studijama.  
U posljednjih nekoliko godina, kapi za oči koje sadrže acetil-karnosin koristilo je nekoliko tisuća pacijenata s mrenom širom svijeta. Smatra se da je mehanizam djelovanja kapi smanjenje oksidacije i glikacije koje oštećuju leću, te smanjenje kristalnog umrežavanja. Uporaba ovih kapi ostaje kontroverznom zbog nedostatka opsežnih istraživanja.
|  | Molimo pročitajte upozorenje o korištenju medicinskih informacija. Ne provodite liječenje bez savjetovanja s liječnikom! |